# 員林客運竹山站
員林客運竹山站是員林客運設於南投縣竹山鎮菜園路21號的服務站，竹山站與相鄰的台西客運竹山站是竹山鎮上兩處較大型的客運車站，竹山站提供了竹山鎮山區民眾的大眾運輸工具，民眾能透過此站前往台中、嘉義等地。

## 場站月台

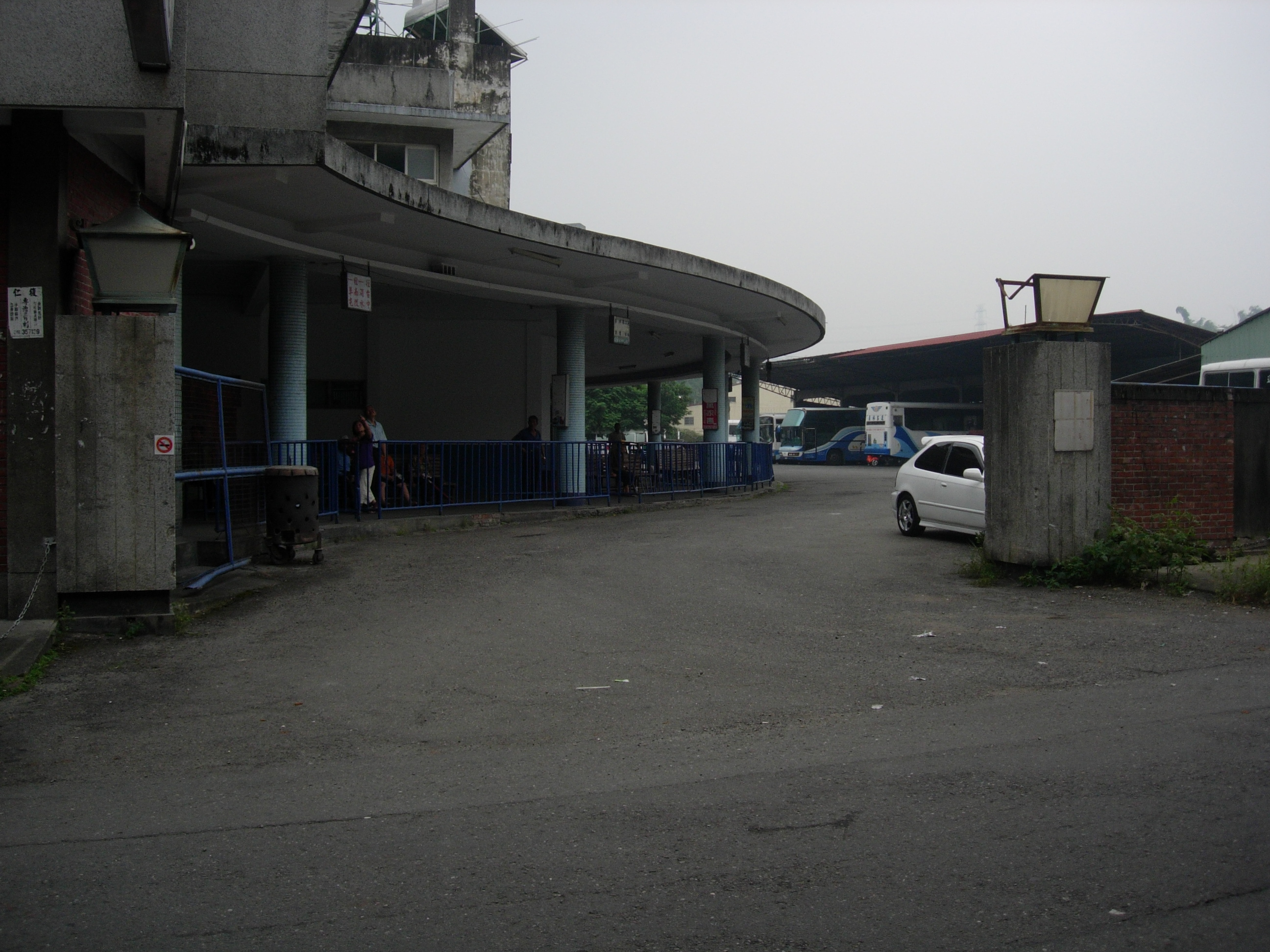
竹山站月台全景

竹山站有一處服務室，提供旅客票務及時刻資訊。
月台指示牌分別如下：
- 台中　濁水　南投　草屯
- 集集　水里　濁水　二水　員林
- 大鞍　番婆林|鳳凰鳥園經鹿谷
- 竹林　崎頭經鹿谷|深坑　溪坪經鹿谷
- 溪頭　鹿谷|溪頭　鹿谷中興號
- 草嶺　內寮　瑞竹　山坪頂
- 文田．乾坑　水（經玉峯）　下瑞田．茅埔

## 行駛路線

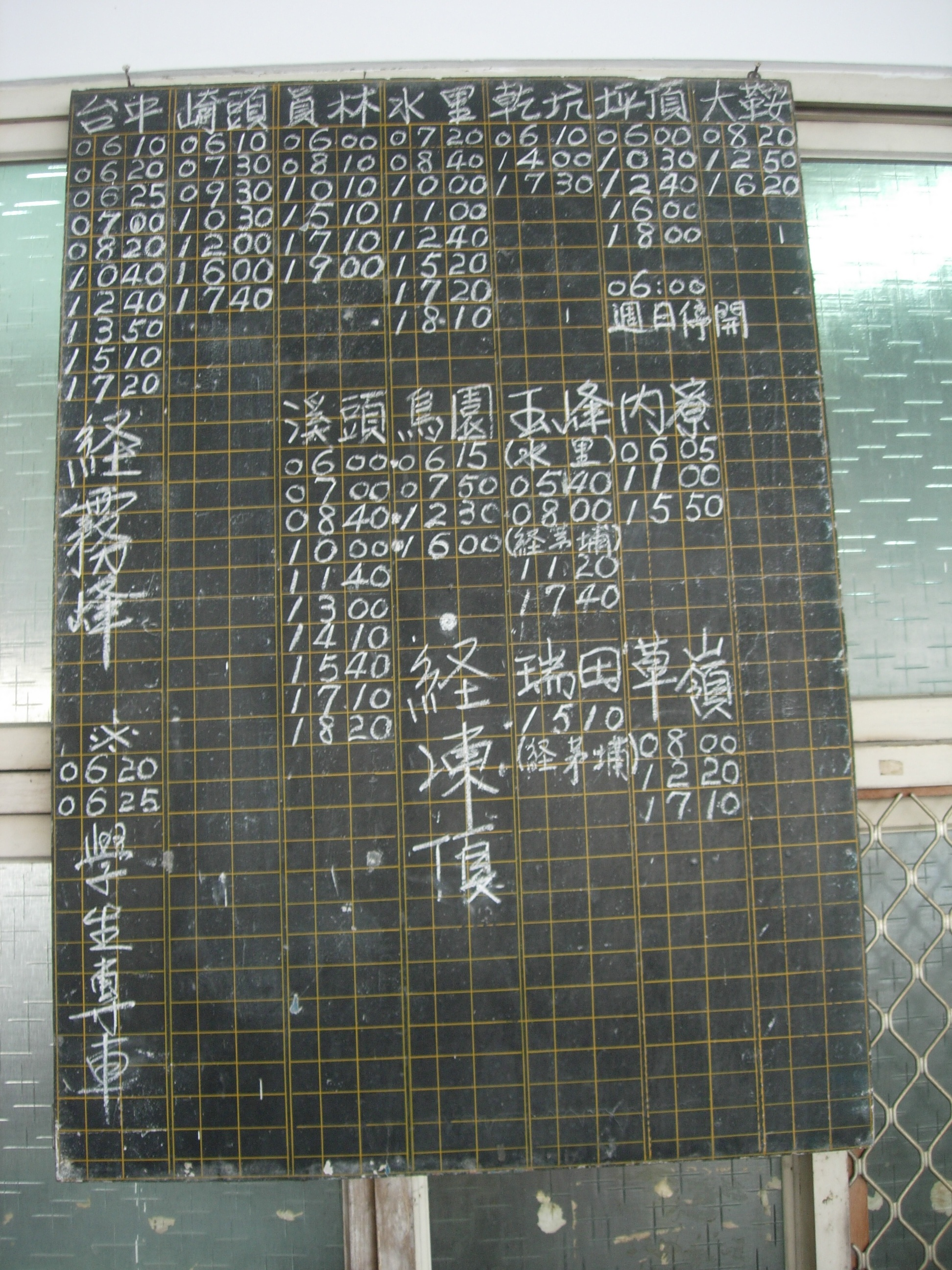
竹山站時刻表

- 【6701】竹山－二水－員林
- 【6717】竹山－鳥園
- 【6718】竹山－水里（經玉峰）
- 【6719】竹山－溪頭－溪坪
- 【6720】竹山－崎頭
- 【6721】竹山－鯉魚－坪頂
- 【6722】竹山－內湖－草嶺
- 【6723】竹山－內寮
- 【6724】竹山－大鞍
- 【6726】竹山－水里
- 【6742】竹山－草屯－台中

## 時刻班次
- 【6701】
  - 往員林方向每日6班次
- 【6717】
  - 往鳥園方向每日4班次
- 【6718】
  - 往水方向每日5班次
  - 分為經茅埔、經茅埔瑞田止、水里止三種模式
- 【6719】
  - 往溪頭方向每日10班次
- 【6720】
  - 往崎頭方向每日7班次
- 【6721】
  - 往瑞竹方向每日5班次
- 【6722】
  - 往草嶺方向每日3班次
- 【6723】
  - 往內寮方向每日3班次
- 【6724】
  - 往大鞍方向每日3班次
- 【6726】
  - 往水方向每日8班次
- 【6742】
  - 往台中方向每日10班次

## 車站週邊
- 台西客運竹山站
- 竹山市區、形象商圈
- 竹山連興宮媽祖廟
- 竹山國中
- 竹山農會
- 統聯客運竹山站（約800公尺）
- 台中客運竹山站（約600公尺）

## 圖片

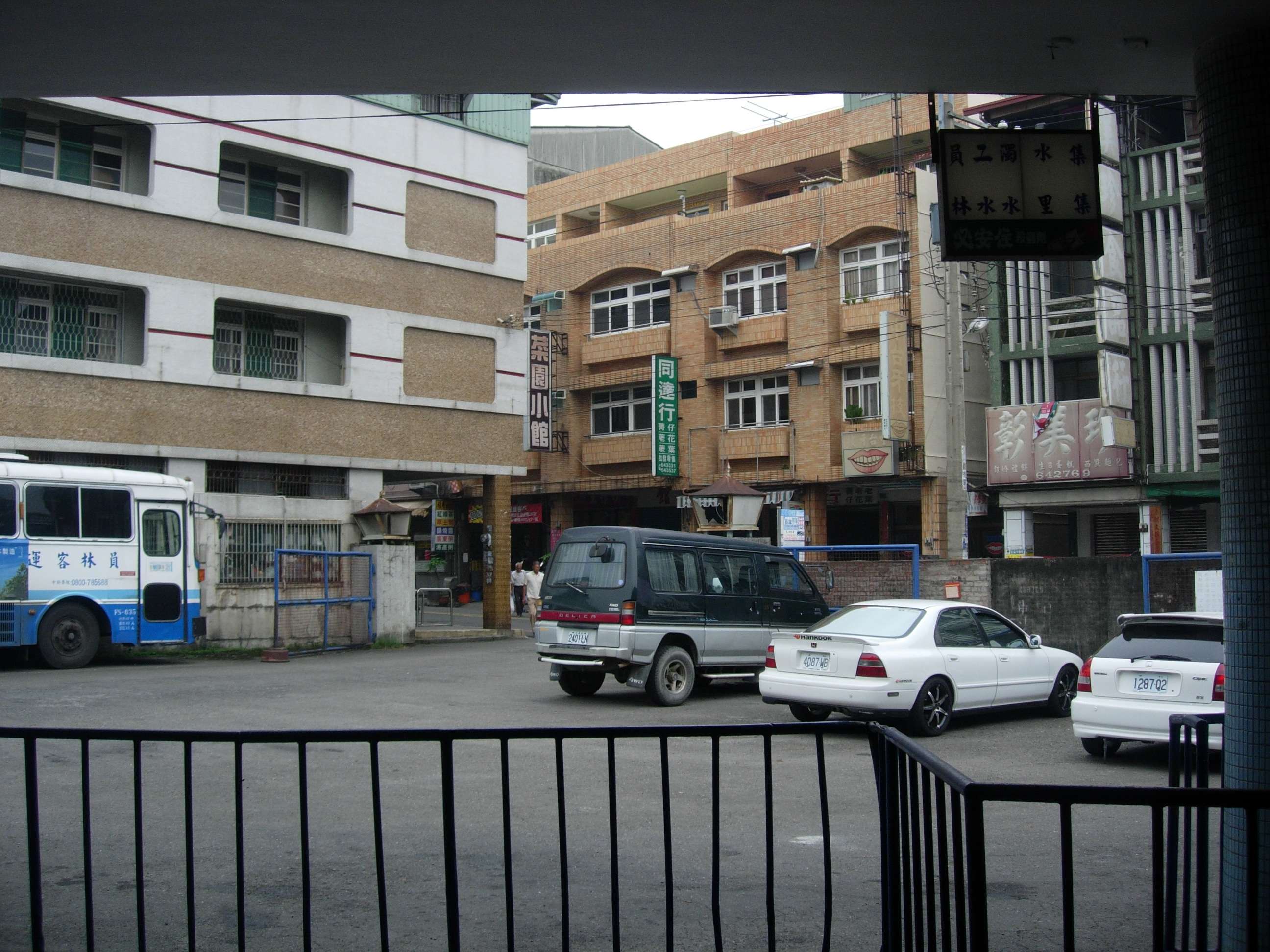
竹山站月台
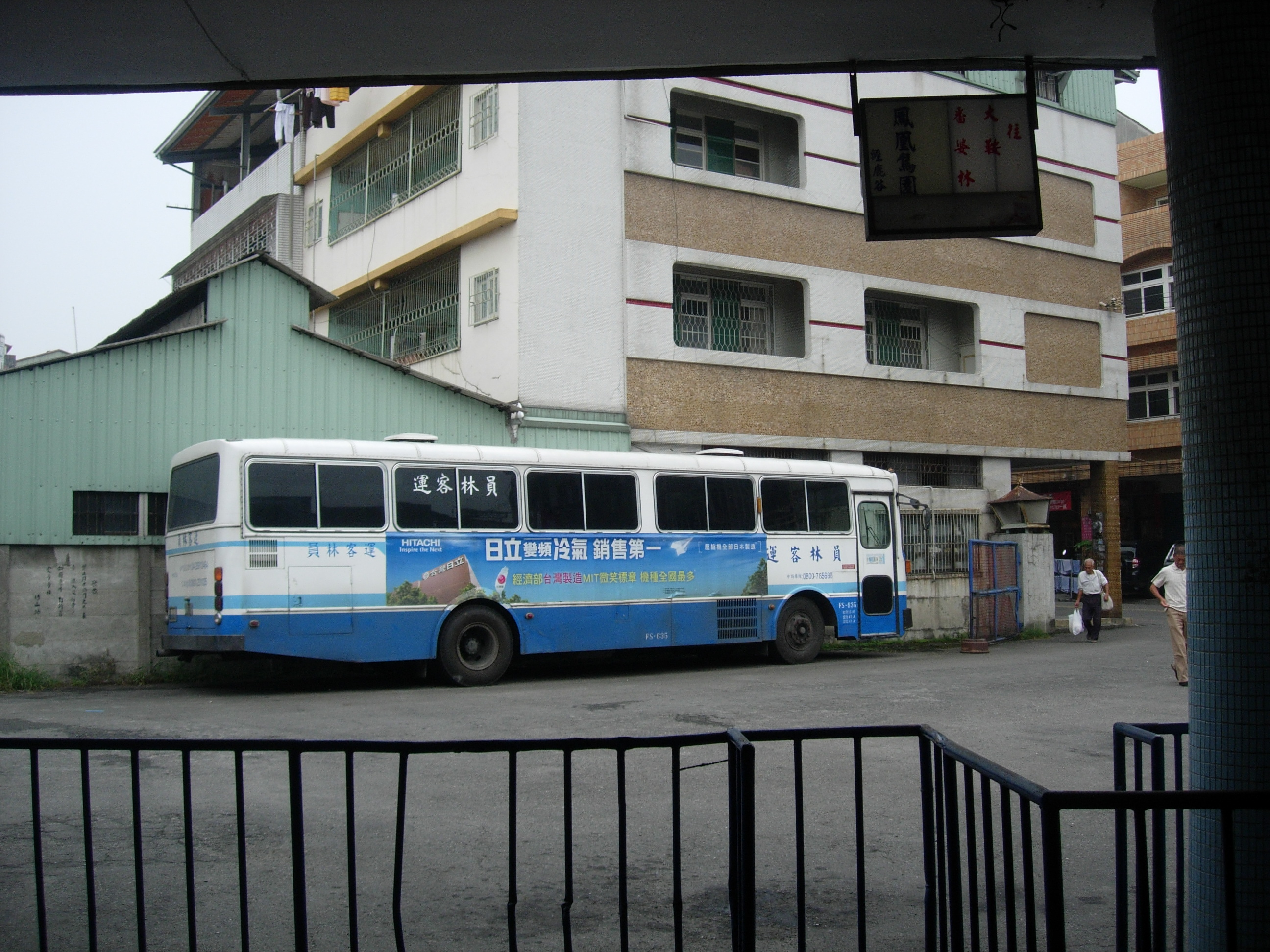
竹山站月台
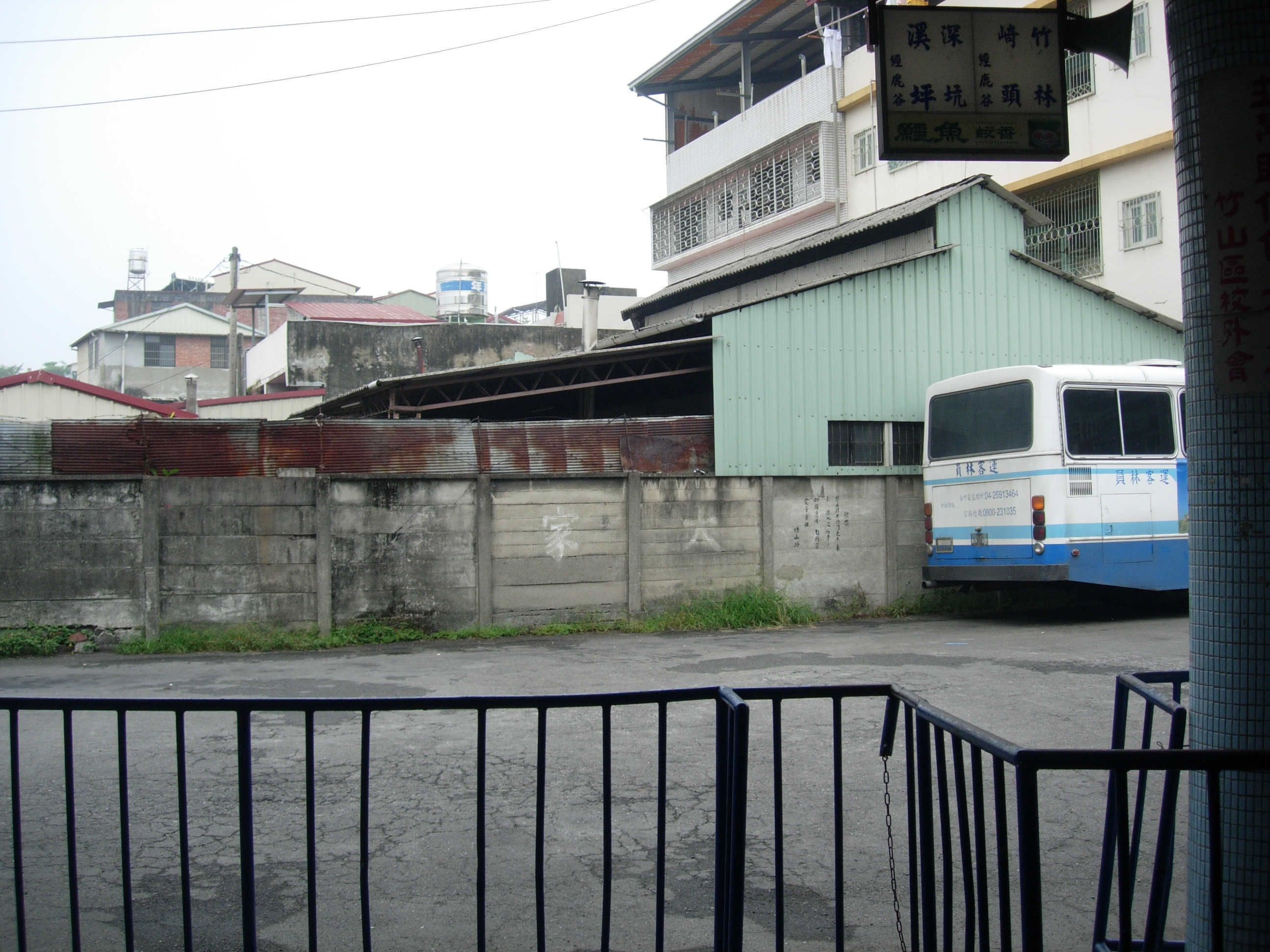
竹山站月台
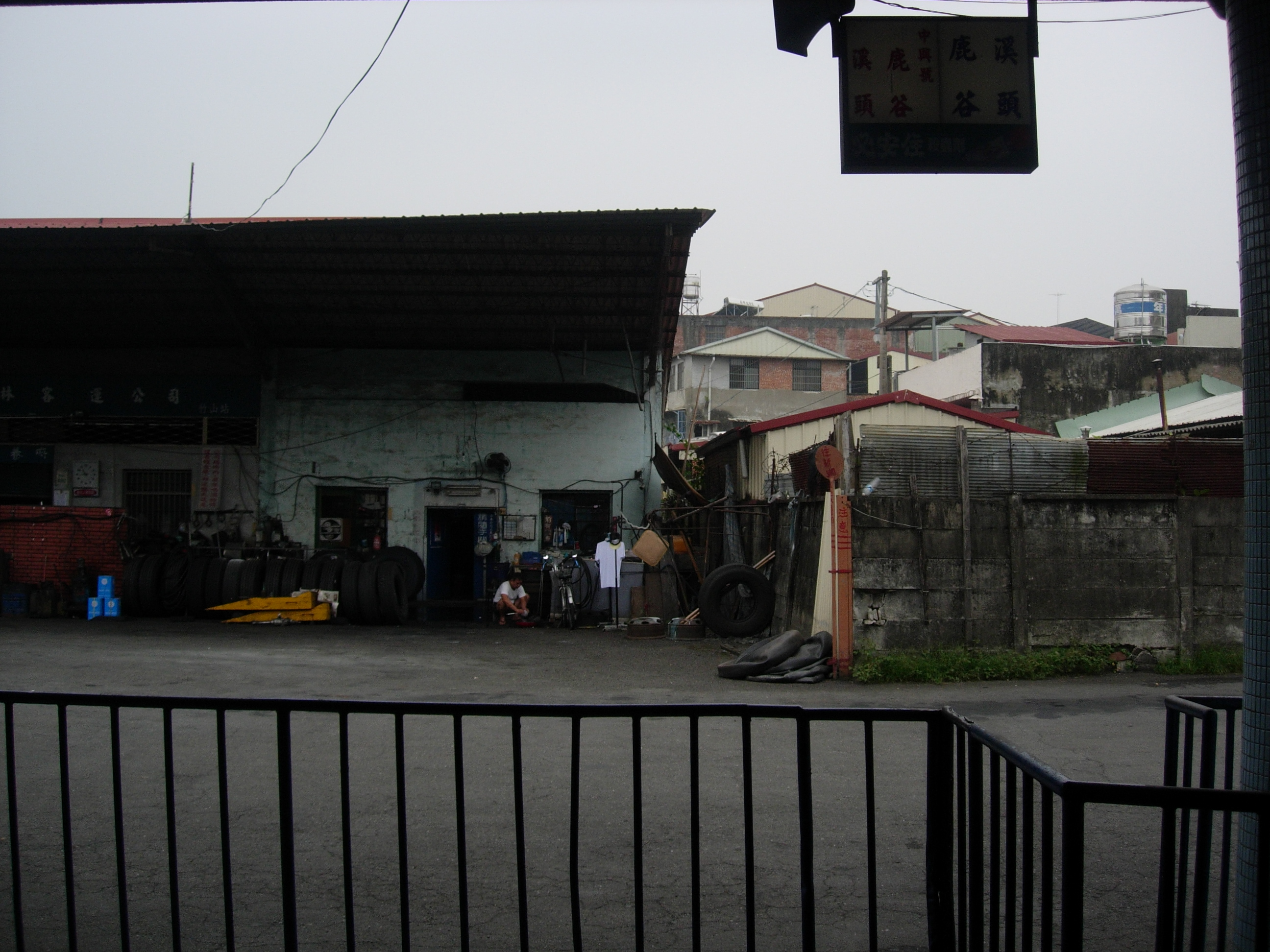
竹山站月台
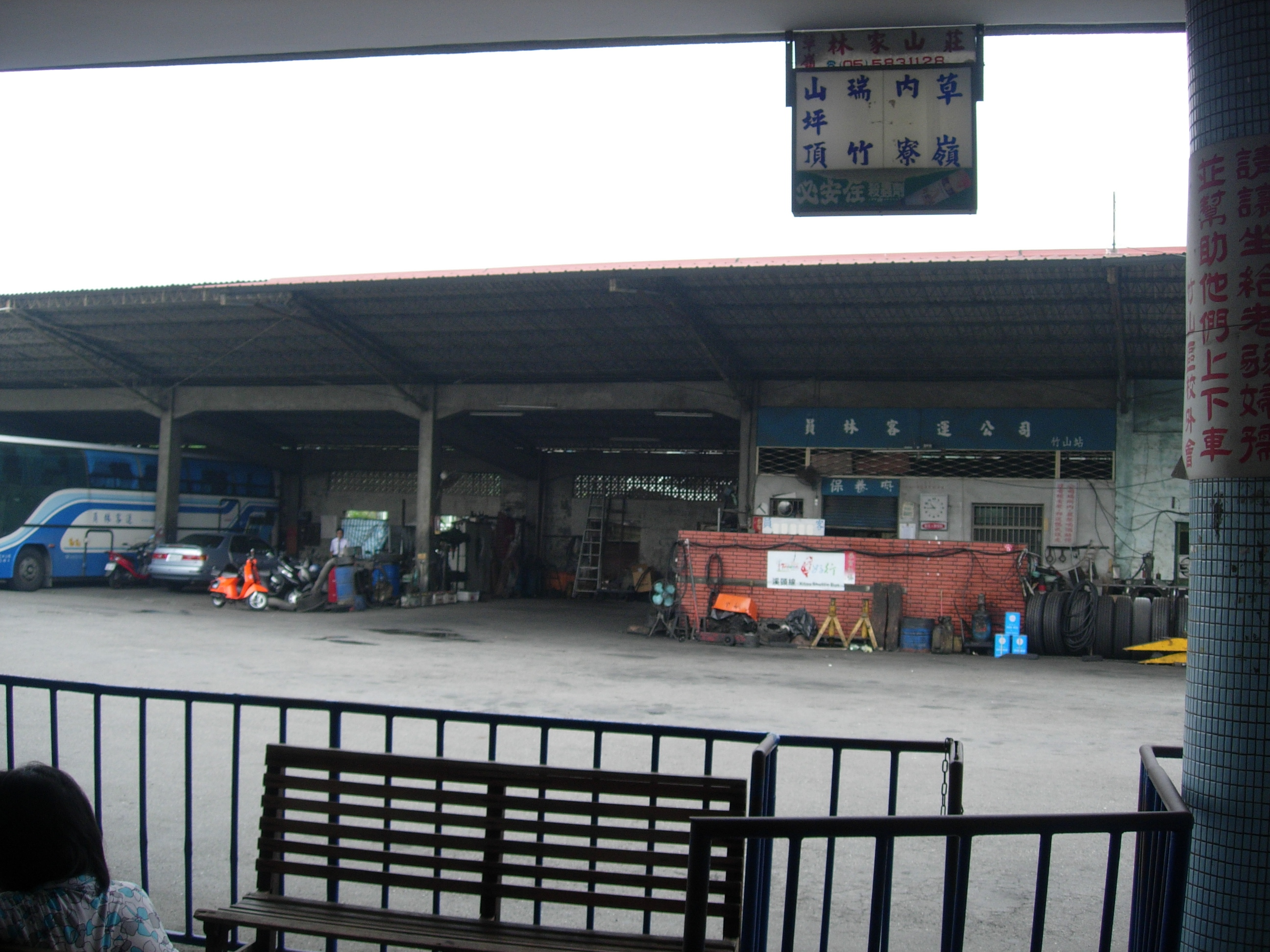
竹山站月台
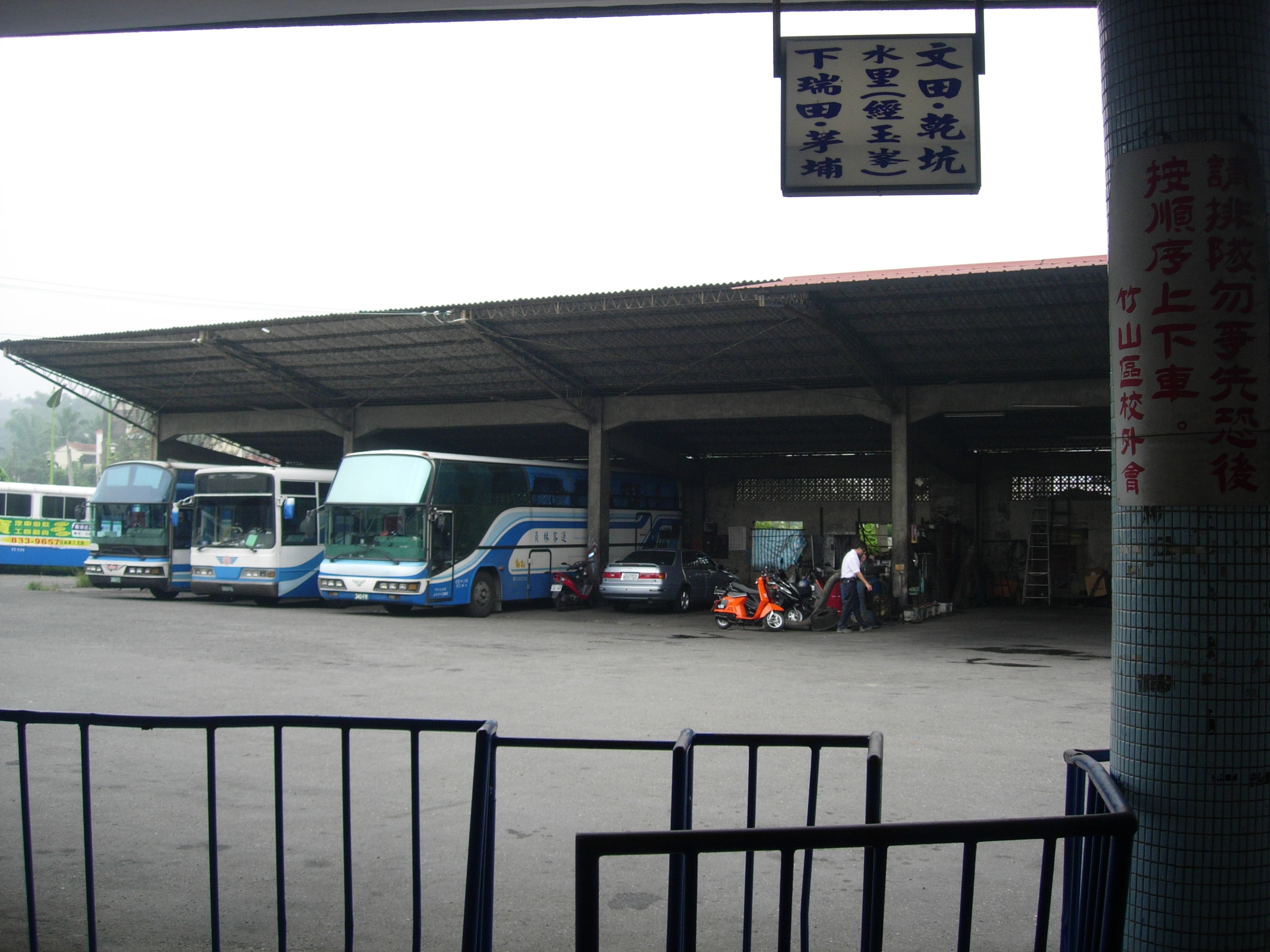
竹山站月台
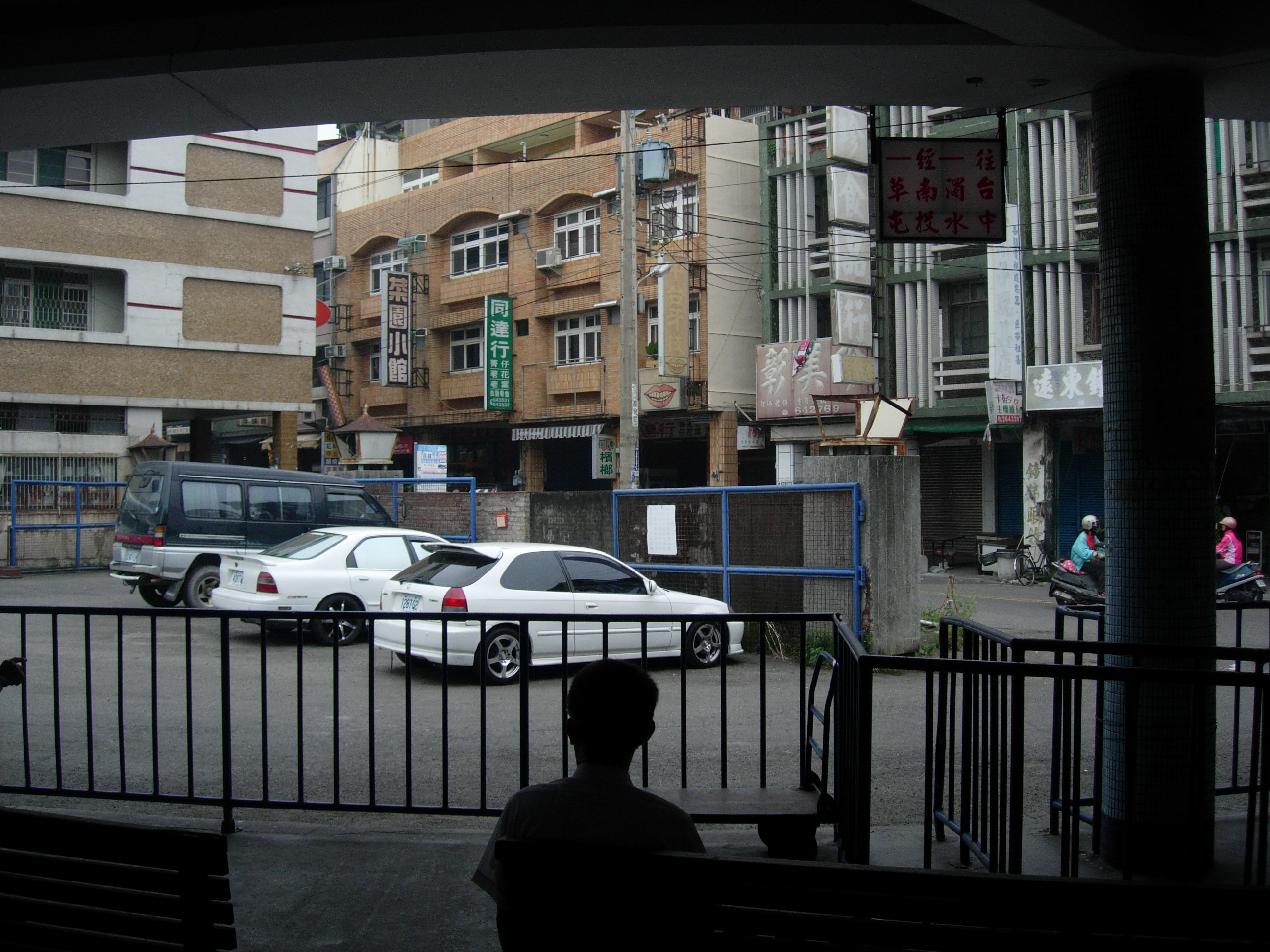
竹山站月台
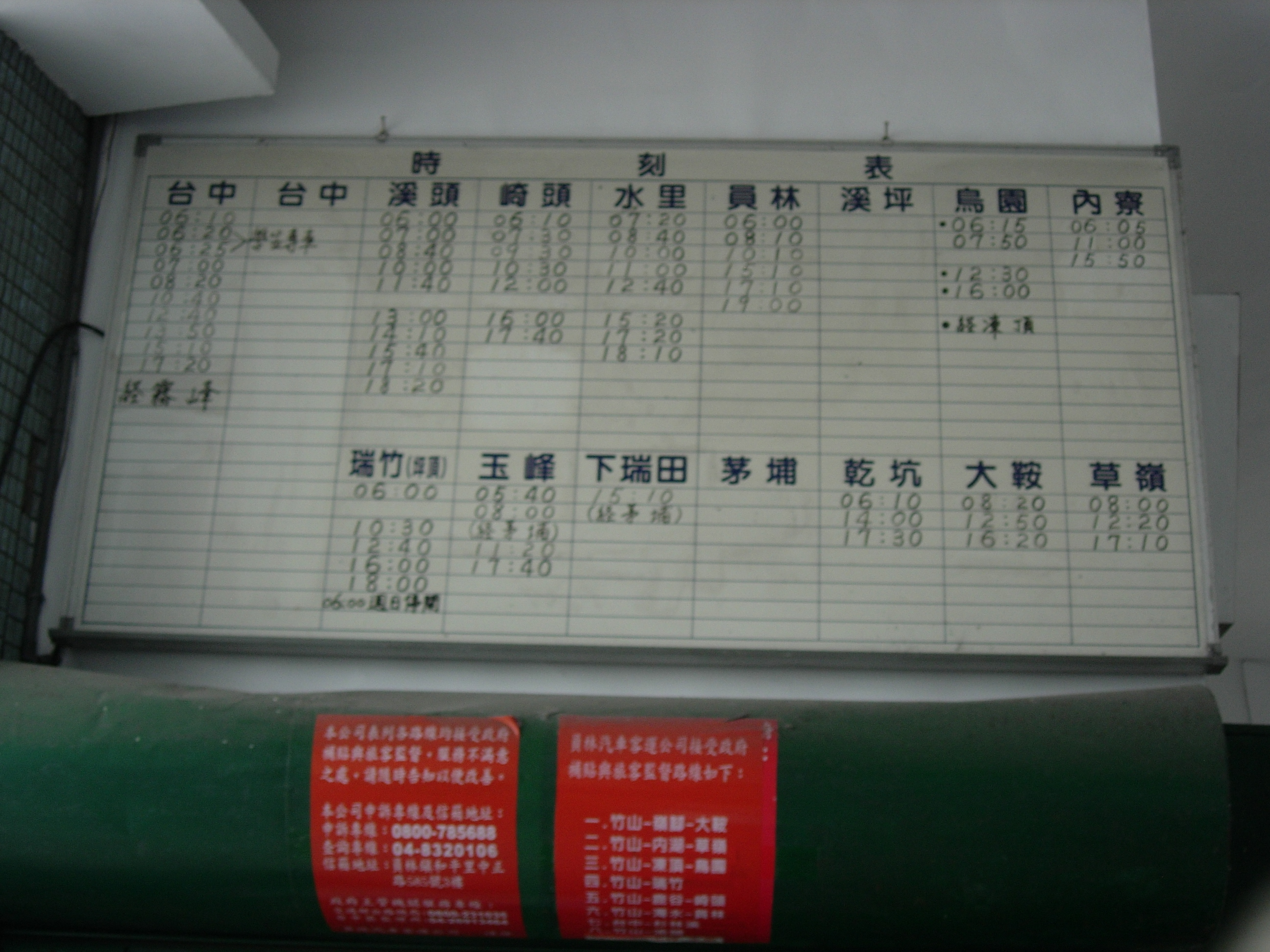
竹山站時刻表

## 資料來源
1. ↑  .   [2011-12-26]. （原始内容存档于2016-03-06）.
2. ↑  .   [2011-12-26]. （原始内容存档于2012-01-14）.

## 外部連結
員林客運官網（页面存档备份，存于）